# Arthur Ashe
Arthur Ashe, ameriški tenisač, * 10. julij 1943, Richmond, Virginija, Združene države Amerike, † 6. februar 1993, New York.

## Življenjepis
Ashe je začel igrati tenis v Brookfieldovem parku v Richmondu, ko mu je bilo sedem let. Vodja parka je bil navdušen nad njegovo voljo in teniškim talen]om. Pomagal mu je ter mu zagotovil mesto pri odličnem trenerju Walterju Johnsonu. Arthur je pri njem prebil vse poletje. Po treh letih trdega treniranja je Johnson postal mentor desetletnega Arthurja Asha in začela sta trenerati zelo resno, da bi mladenič postal tenisač svetovnega formata. Leta 1957 je Ashe osvojil svoj prvi velik turnir in tako postal prvi Afroameričan, ki je osvojil Marylandsko tekmovanje za dečke. Ko je zaključil srednjo šolo, so mu ponudili teniško štipendijo na eni najprestižnejših univerz v ZDA, UCLA. Njegov talent se je pokazal tudi na mednarodni ravni, s svojo študentsko ekipo so postali tudi prvaki. Leto pozneje pa je doštudiral in napravil doktorat iz ekonomije. Kljub svoji izobrazbi ni nikoli delal kot ekonomist.
Ashe je bil leta 1963 izbran, da predstavlja ZDA v Davisovem pokalu. To je bila zanj velika čast. S tem je postal tudi prvi temnopolti tenisač, ki je dobil poziv, da igra za ameriško ekipo. V resnici je bila to velika vzpodbuda vsem Afroameričanom, da so se začeli ukvarjati s tenisom profesionalno in amatersko. Imel je veliko volje in vero v uspeh, kljub temu da je bil izobčenec. V tem športu so pred tem sodelovali samo belci. Po osvojitvi odprtega prvenstva ZDA, ko je že bil slaven po svetu, je prihodnost ameriške ekipe Davisovega pokala ležala na njegovih ramenih. To nalogo je tudi uspešno izpolnil in postal eden najbolj priljubljenih tenisačev. Mnogi so ga primerjali z Martinom Luthrom Kingom, saj je tudi on odpiral nove poti Afroameričanom.
Ashe in mnogo drugih igralcev se je združilo v t. i. Združenje teniških profesionalcev (Association of Tennis Professionals).  Pozneje istega leta, kot št. 1 ameriškega tenisa in eden najboljših teniških igralcev na svetu, je zaprosil za vizum, da bi igral na Odprtem prvenstvu Republike Južne Afrike. Vstopni vizum so mu zavrnili zaradi barve kože. Arthur se je dobro zavedal, da bo ta primer dvignil veliko prahu. Sklenil se je zoperstaviti oblastem. Njegov klic, da bi se Južnoafriška republika izključila iz svetovnega tenisa in Davisovega pokala, je hitro podprla množica ljudi in številne organizacijame, ki so delovale v tenisu in tudi izven njega. Opozoril je na rasistično politiko Južne Afrike do črncev. Zaradi truda, ki ga je Ashe vložil v izboljšanje položaja črncev v Južnoafriški republiki, se je njihov status počasi, a stalno izboljševal. V sredini 70. let 20. stoletja so ljudje začeli šepetati, da se Arthur preveč ukvarja s politiko in premalo s tenisom. To je vplivalo nanj in bolj se je osredotočil na igro. Ko je bil star 31 let, je Arthur Ashe užival v eni od svojih najboljših sezon in svetlečih trenutkov svoje kariere z osvojitvijo naslova prvaka Odprtega prvenstva Anglije. Pridobil pa je tudi pozicijo vodilnega na svetovni teniški lestvici.
Po njegovi upokojitvi leta 1980 in nepričakovani operaciji srca v letih 1979 in 1983, se je začel ukvarjati z drugimi poklici, deloval je tudi kot novinar. Imel pa je tudi veliko željo, da bi pomagal človeštvu. Leta 1985 je dobil mesto v Mednarodnem teniškem hramu slavnih. Ustanovil je številne dobrodelne organizacije. Arthur se je zelo dobro prilagodil na življenje po športni karieri. Dobil je tudi hčerko Elizabeth. Njegovo življenje se je popolnoma spremenilo po običajnem zdravniškem pregledu. Ugotovili so, da se je okužil z virusom HIV, ki ga je dobil med operacijo srca, ko je prejemal transfuzijo. V tistem času še niso pregledovali krvi krvodajalcev in Ashe je bil eden od nesrečnikov, ki je prejel okuženo kri. V začetku je hotel obvarovati sebe in družino pred vsiljivimi novinarji. Leta 1992 sklical tiskovno konferenco in povedal, da ima aids; zavedal se je, da se bo odslej njegovo življenje za vedno spremenilo. Leto dni pozneje, v starosti 50 let, je umrl. Njegova smrt je pretresla mnoge ljudi.

## FinaliGrand Slamov(7)

### Zmage (3)
| Leto | Turnir                      | Nasprotnik v finalu | Rezultat finala           |
| 1968 | Odprto prvenstvo ZDA        | Tom Okker           | 14–12, 5–7, 6–3, 3–6, 6–3 |
| 1970 | Odprto prvenstvo Avstralije | Dick Crealy         | 6–4, 9–7, 6–2             |
| 1975 | Odprto prvenstvo Anglije    | Jimmy Connors       | 6–1, 6–1, 5–7, 6–4        |

### Porazi (4)
| Leto | Turnir                      | Nasprotnik v finalu | Rezultat finala         |
| 1966 | Prvenstvo Avstralije        | Roy Emerson         | 6–4, 6–8, 6–2, 6–3      |
| 1967 | Prvenstvo Avstralije        | Roy Emerson         | 6–4, 6–1, 6–4           |
| 1971 | Odprto prvenstvo Avstralije | Ken Rosewall        | 6–1, 7–5, 6–3           |
| 1972 | Odprto prvenstvo ZDA        | Ilie Năstase        | 3–6, 6–3, 6–7, 6–4, 6–3 |